# Adèle Esquiros
Adèle Esquiros, de soltera Adèle-Julie Battanchon (París, 12 de desembre del 1819 - 22 de desembre del 1886) fou una escriptora i periodista feminista parisenca.

## Biografia
Filla de Pierre-François Battanchon, un estudiant de medicina que va morir el 1860, i Marie-Rose Rouvion, que va morir el 1844. Mestra i poeta, va conéixer Alphonse Esquiros, un escriptor romàntic socialista i republicà, amb qui es casà a París el 1847. Adèle Esquiros escrigué Història d'amants famosos i Remordiments, record de la infantesa, abans de ser abandonada pel marit el 1850.
Durant la Segona República, entrà en el Club de Dones, fundat el 1848, i en la Societat per a l'Educació Mútua de les Dones, fundada a l'agost del 1848 amb Jeanne Deroin, Eugénie Niboyet i Désirée Gay. Amb Eugénie Niboyet i Louise Colet, crearen dos diaris feministes, La Voix des Femmes (1848), que es dirà després L'Opinion des Femmes.
La seua obra més notable és la resposta a Jules Michelet, L'Amour (1860).
Membre de la Société des gens de lettres, mor el 1886 cega, paralítica i en la misèria, sobrevivint a penes gràcies a un petit ajut social.

## Obres
- Le Fil de la Vierge, Paris, V. Bouton, 1845, 70 p.
- Histoire des amants célèbres (avec Alphonse Esquiros), Paris, bureau des publications nationales, 1847
- Regrets. - Souvenirs d'enfance. - Consolation. - Jalousie, (avec Alphonse Esquiros), Paris, imprimerie de Bénard, 1849, 2 p.
- «Un vieux bas-bleu», dans les Veillées littéraires illustrées, tome II: «Choix de romans, nouvelles, poésies, pièces de théâtre etc. des meilleurs écrivains anciens et modernes», Paris, J. Bry aîné, 1849
- Els Amours étranges, Paris, A. Courcier, 1853, IV-349 p.
- «Une vie à deux», par Alphonse Esquiros. «La Course aux maris», «La Nouvelle Cendrillon», «L'Amour d'une jeune fille», «L'Échoppe du père Mitou», par Adèle Esquiros, Paris, Lécrivain et Toubon, 1859, 48 p.
- L'Amour, Paris, 1860, 107 p.
- Histoire d'une sous-maîtresse, Paris, E. Pick, 1861, 138 p.
- Les Marchands d'amour, Paris, Pick, 1865, 224 p.